# Gagaga Bunko
Gagaga Bunko (ガガガ文庫?) è un'etichetta editoriale giapponese appartenente alla Shogakukan. L'azienda è stata fondata nel maggio 2007 e produce light novel che mirano prevalentemente a un pubblico maschile (a differenza dell'azienda gemella Lululu Bunko che ha come target il pubblico femminile).

## Alcune light novel pubblicate dalla Gagaga Bunko
- Black Lagoon
- Busō Shinki
- Freedom Project
- Hayate no gotoku!
- Il nostro gioco
- Imōto sae ireba ii.
- Jinrui wa suitai shimashita
- Koi to senkyo to chocolate
- Ōkami kakushi Miyako Wasure-hen
- Rideback - Cannonball Run
- Saredo tsumibito wa ryū to odoru: Dances with the Dragons
- Sasami-san@Ganbaranai
- Sfondamento dei cieli Gurren Lagann
- Shichisei no subaru
- Shimoneta to iu gainen ga sonzai shinai taikutsu na sekai
- The World God Only Knows
- Toaru hikūshi e no koiuta
- Toaru hikūshi e no tsuioku
- Yahari ore no seishun love kome wa machigatteiru
- Zettai karen children